# ŁuAZ 967
ŁuAZ 967 – samochód terenowy produkowany przez radziecki koncern ŁuAZ.

## Historia
W 1956 roku projekt został zatwierdzony, a prace nad stworzeniem pierwszych układów i prototypu zostały przeprowadzone w Irbickich Zakładach Motocyklowych. Zmontowany samochód zgodnie z planem bez problemu nie tylko jeździł po nierównościach i błocie, ale także pływał z prędkością do 4,5 km/h. W następnym roku NAMI ponownie zaczął pracować nad maszyną, nazywaną „Front End Transporter” (TPK). Rok później pojawiły się dwie gałęzie rozwoju projektu - wojskowy amfibia NAMI-032 i cywilny NAMI-049, który później stał się SUV - em LuAZ-969 .
Jesienią 1958 roku odbyły się pierwsze testy państwowe TPK, które zakończyły się marnie. Prototyp zepsuł się więcej niż raz, był bardzo ciężki, ledwo utrzymywał się na wodzie nawet przy niewielkich falach, a silnikowi wyraźnie brakowało mocy. Ta porażka nie zdemoralizowała inżynierów iw 1961 roku zaprezentowali dwie nowe wersje małego samochodu - NAMI-032M z metalową karoserią i NAMI-032C ze stalowo-plastikową, która jednak nie była wystarczająco mocna. W 1962 roku w ZAZ mikro-samochód został wyposażony w nowy, mocniejszy silnik i zmodyfikowaną skrzynię biegów z odłączaną tylną osią i tylną blokadą mechanizmu różnicowego. Tam też powstała przedprodukcyjna wersja TPK ZAZ-967.
W ramach testu w 1965 roku ZAZ-967 przejechał ponad 10000 km przez pustynie, stepy i góry. Tym razem wszystko przebiegło pomyślnie i postanowiono rozpocząć masową produkcję. Jednak zakład w Zaporożu nie miał wystarczających mocy produkcyjnych, aby zmontować nowy model, więc produkcję przeniesiono do Łuckiej Fabryki Samochodów. W 1969 roku TPK został oddany do użytku, ale w rzeczywistości produkcja taśmowa nigdy nie ruszyła z powodu licznych niedociągnięć i nieporozumień. Dopiero w 1975 roku do produkcji weszła zmodyfikowana wersja LuAZ-967M, która otrzymała 1,2-litrowy silnik MeMZ-967A o mocy prawie 37 KM.
LuAZ-967M był również udoskonalany niejednokrotnie - w 1978 roku otrzymał nowe urządzenia oświetleniowe, następnie poprawiono jego pływalność, a w połowie lat osiemdziesiątych zmodyfikowano jednostkę napędową o mocy 37 KM.